# Lancié
Lancié è un comune francese di 764 abitanti situato nel dipartimento del Rodano della regione Alvernia-Rodano-Alpi.
L'economia è basata sull'agricoltura, soprattutto produzione di vini pregiati.

## Società

### Evoluzione demografica
Abitanti censiti